# Danh sách tiểu hành tinh: 20401–20500
| Tên                   | Tên đầu tiên | Ngày phát hiện       | Nơi phát hiện                      | Người phát hiện                    |
| --------------------- | ------------ | -------------------- | ---------------------------------- | ---------------------------------- |
| 20401 -               | 1998 OX5     | 21 tháng 7 năm 1998  | Socorro                            | LINEAR                             |
| 20402 -               | 1998 OH6     | 31 tháng 7 năm 1998  | Đài thiên văn Zvjezdarnica Višnjan | Đài thiên văn Zvjezdarnica Višnjan |
| 20403 Attenborough    | 1998 OW11    | 22 tháng 7 năm 1998  | Reedy Creek                        | J. Broughton                       |
| 20404 -               | 1998 OB14    | 26 tháng 7 năm 1998  | La Silla                           | E. W. Elst                         |
| 20405 Barryburke      | 1998 QP6     | 24 tháng 8 năm 1998  | Caussols                           | ODAS                               |
| 20406 -               | 1998 QJ13    | 17 tháng 8 năm 1998  | Socorro                            | LINEAR                             |
| 20407 -               | 1998 QM20    | 17 tháng 8 năm 1998  | Socorro                            | LINEAR                             |
| 20408 -               | 1998 QW31    | 17 tháng 8 năm 1998  | Socorro                            | LINEAR                             |
| 20409 -               | 1998 QP43    | 17 tháng 8 năm 1998  | Socorro                            | LINEAR                             |
| 20410 -               | 1998 QM51    | 17 tháng 8 năm 1998  | Socorro                            | LINEAR                             |
| 20411 -               | 1998 QJ69    | 24 tháng 8 năm 1998  | Socorro                            | LINEAR                             |
| 20412 -               | 1998 QG73    | 24 tháng 8 năm 1998  | Socorro                            | LINEAR                             |
| 20413 -               | 1998 QY91    | 28 tháng 8 năm 1998  | Socorro                            | LINEAR                             |
| 20414 -               | 1998 RH16    | 9 tháng 9 năm 1998   | Caussols                           | ODAS                               |
| 20415 Amandalu        | 1998 RL61    | 14 tháng 9 năm 1998  | Socorro                            | LINEAR                             |
| 20416 Mansour         | 1998 RR65    | 14 tháng 9 năm 1998  | Socorro                            | LINEAR                             |
| 20417 -               | 1998 SA7     | 20 tháng 9 năm 1998  | Kitt Peak                          | Spacewatch                         |
| 20418 -               | 1998 SH71    | 21 tháng 9 năm 1998  | La Silla                           | E. W. Elst                         |
| 20419 -               | 1998 SE117   | 16 tháng 9 năm 1998  | Socorro                            | LINEAR                             |
| 20420 Marashwhitman   | 1998 SN129   | 16 tháng 9 năm 1998  | Socorro                            | LINEAR                             |
| 20421 -               | 1998 TG3     | 14 tháng 10 năm 1998 | Socorro                            | LINEAR                             |
| 20422 -               | 1998 UE8     | 23 tháng 10 năm 1998 | Đài thiên văn Zvjezdarnica Višnjan | K. Korlević                        |
| 20423 -               | 1998 VN7     | 10 tháng 11 năm 1998 | Socorro                            | LINEAR                             |
| 20424 -               | 1998 VF30    | 10 tháng 11 năm 1998 | Socorro                            | LINEAR                             |
| 20425 -               | 1998 VD35    | 15 tháng 11 năm 1998 | Kitt Peak                          | Spacewatch                         |
| 20426 -               | 1998 VW44    | 13 tháng 11 năm 1998 | La Silla                           | C.-I. Lagerkvist                   |
| 20427 -               | 1998 VX44    | 13 tháng 11 năm 1998 | La Silla                           | C.-I. Lagerkvist                   |
| 20428 -               | 1998 WG20    | 18 tháng 11 năm 1998 | Socorro                            | LINEAR                             |
| 20429 -               | 1998 YN1     | 16 tháng 12 năm 1998 | Socorro                            | LINEAR                             |
| 20430 Stout           | 1999 AC3     | 10 tháng 1 năm 1999  | Baton Rouge                        | W. R. Cooney Jr., S. Lazar         |
| 20431 -               | 1999 AA10    | 13 tháng 1 năm 1999  | Đài thiên văn Zvjezdarnica Višnjan | K. Korlević                        |
| 20432 -               | 1999 BD12    | 22 tháng 1 năm 1999  | Oizumi                             | T. Kobayashi                       |
| 20433 Prestinenza     | 1999 CL12    | 14 tháng 2 năm 1999  | Ceccano                            | G. Masi                            |
| 20434 -               | 1999 FM10    | 21 tháng 3 năm 1999  | Đài thiên văn Zvjezdarnica Višnjan | K. Korlević                        |
| 20435 -               | 1999 FU28    | 19 tháng 3 năm 1999  | Socorro                            | LINEAR                             |
| 20436 -               | 1999 GA33    | 12 tháng 4 năm 1999  | Socorro                            | LINEAR                             |
| 20437 -               | 1999 JH1     | 8 tháng 5 năm 1999   | Catalina                           | CSS                                |
| 20438 -               | 1999 JP22    | 10 tháng 5 năm 1999  | Socorro                            | LINEAR                             |
| 20439 -               | 1999 JM28    | 10 tháng 5 năm 1999  | Socorro                            | LINEAR                             |
| 20440 McClintock      | 1999 JO31    | 10 tháng 5 năm 1999  | Socorro                            | LINEAR                             |
| 20441 Elijahmena      | 1999 JH50    | 10 tháng 5 năm 1999  | Socorro                            | LINEAR                             |
| 20442 -               | 1999 JK52    | 10 tháng 5 năm 1999  | Socorro                            | LINEAR                             |
| 20443 -               | 1999 JJ60    | 10 tháng 5 năm 1999  | Socorro                            | LINEAR                             |
| 20444 Mamesser        | 1999 JK63    | 10 tháng 5 năm 1999  | Socorro                            | LINEAR                             |
| 20445 -               | 1999 JN77    | 12 tháng 5 năm 1999  | Socorro                            | LINEAR                             |
| 20446 -               | 1999 JB80    | 14 tháng 5 năm 1999  | Socorro                            | LINEAR                             |
| 20447 -               | 1999 JR85    | 15 tháng 5 năm 1999  | Socorro                            | LINEAR                             |
| 20448 -               | 1999 JM96    | 12 tháng 5 năm 1999  | Socorro                            | LINEAR                             |
| 20449 -               | 1999 JM108   | 13 tháng 5 năm 1999  | Socorro                            | LINEAR                             |
| 20450 Marymohammed    | 1999 JJ111   | 13 tháng 5 năm 1999  | Socorro                            | LINEAR                             |
| 20451 Galeotti        | 1999 JR134   | 15 tháng 5 năm 1999  | Anderson Mesa                      | LONEOS                             |
| 20452 -               | 1999 KG4     | 20 tháng 5 năm 1999  | Socorro                            | LINEAR                             |
| 20453 -               | 1999 KL6     | 24 tháng 5 năm 1999  | Socorro                            | LINEAR                             |
| 20454 Pedrajo         | 1999 LD4     | 9 tháng 6 năm 1999   | Socorro                            | LINEAR                             |
| 20455 Pennell         | 1999 LE4     | 9 tháng 6 năm 1999   | Socorro                            | LINEAR                             |
| 20456 -               | 1999 LX6     | 8 tháng 6 năm 1999   | Kitt Peak                          | Spacewatch                         |
| 20457 -               | 1999 LX7     | 10 tháng 6 năm 1999  | Woomera                            | F. B. Zoltowski                    |
| 20458 -               | 1999 LZ21    | 9 tháng 6 năm 1999   | Socorro                            | LINEAR                             |
| 20459 -               | 1999 LO26    | 9 tháng 6 năm 1999   | Socorro                            | LINEAR                             |
| 20460 Robwhiteley     | 1999 LO28    | 13 tháng 6 năm 1999  | CSS                                | CSS                                |
| 20461 Dioretsa        | 1999 LD31    | 8 tháng 6 năm 1999   | Socorro                            | LINEAR                             |
| 20462 -               | 1999 LZ31    | 14 tháng 6 năm 1999  | Kitt Peak                          | Spacewatch                         |
| 20463 -               | 1999 MC1     | 23 tháng 6 năm 1999  | Woomera                            | F. B. Zoltowski                    |
| 20464 -               | 1999 MD1     | 24 tháng 6 năm 1999  | Woomera                            | F. B. Zoltowski                    |
| 20465 Vervack         | 1999 MJ1     | 20 tháng 6 năm 1999  | Anderson Mesa                      | LONEOS                             |
| 20466 -               | 1999 MW1     | 20 tháng 6 năm 1999  | Catalina                           | CSS                                |
| 20467 Hibbitts        | 1999 MX1     | 20 tháng 6 năm 1999  | Anderson Mesa                      | LONEOS                             |
| 20468 Petercook       | 1999 NK4     | 13 tháng 7 năm 1999  | Reedy Creek                        | J. Broughton                       |
| 20469 Dudleymoore     | 1999 NQ4     | 13 tháng 7 năm 1999  | Reedy Creek                        | J. Broughton                       |
| 20470 -               | 1999 NZ5     | 13 tháng 7 năm 1999  | Socorro                            | LINEAR                             |
| 20471 -               | 1999 NK6     | 13 tháng 7 năm 1999  | Socorro                            | LINEAR                             |
| 20472 Mollypettit     | 1999 NL7     | 13 tháng 7 năm 1999  | Socorro                            | LINEAR                             |
| 20473 -               | 1999 NS8     | 13 tháng 7 năm 1999  | Socorro                            | LINEAR                             |
| 20474 Reasoner        | 1999 NV9     | 13 tháng 7 năm 1999  | Socorro                            | LINEAR                             |
| 20475 -               | 1999 NU11    | 13 tháng 7 năm 1999  | Socorro                            | LINEAR                             |
| 20476 Chanarich       | 1999 NH12    | 13 tháng 7 năm 1999  | Socorro                            | LINEAR                             |
| 20477 Anastroda       | 1999 NQ18    | 14 tháng 7 năm 1999  | Socorro                            | LINEAR                             |
| 20478 Rutenberg       | 1999 NJ20    | 14 tháng 7 năm 1999  | Socorro                            | LINEAR                             |
| 20479 Celisaucier     | 1999 NO22    | 14 tháng 7 năm 1999  | Socorro                            | LINEAR                             |
| 20480 Antonschraut    | 1999 NT31    | 14 tháng 7 năm 1999  | Socorro                            | LINEAR                             |
| 20481 Sharples        | 1999 NW37    | 14 tháng 7 năm 1999  | Socorro                            | LINEAR                             |
| 20482 Dustinshea      | 1999 NH40    | 14 tháng 7 năm 1999  | Socorro                            | LINEAR                             |
| 20483 Sinay           | 1999 NK41    | 14 tháng 7 năm 1999  | Socorro                            | LINEAR                             |
| 20484 Janetsong       | 1999 NL41    | 14 tháng 7 năm 1999  | Socorro                            | LINEAR                             |
| 20485 -               | 1999 NJ54    | 12 tháng 7 năm 1999  | Socorro                            | LINEAR                             |
| 20486 -               | 1999 NU56    | 12 tháng 7 năm 1999  | Socorro                            | LINEAR                             |
| 20487 -               | 1999 NJ62    | 13 tháng 7 năm 1999  | Socorro                            | LINEAR                             |
| 20488 Pic-du-Midi     | 1999 OL      | 17 tháng 7 năm 1999  | Pises                              | Pises                              |
| 20489 -               | 1999 OJ2     | 22 tháng 7 năm 1999  | Socorro                            | LINEAR                             |
| 20490 -               | 1999 OW2     | 22 tháng 7 năm 1999  | Socorro                            | LINEAR                             |
| 20491 Ericstrege      | 1999 OA5     | 16 tháng 7 năm 1999  | Socorro                            | LINEAR                             |
| 20492 -               | 1999 OC5     | 16 tháng 7 năm 1999  | Socorro                            | LINEAR                             |
| 20493 -               | 1999 OD5     | 16 tháng 7 năm 1999  | Socorro                            | LINEAR                             |
| 20494                 | 1999 PM1     | 3 tháng 8 năm 1999   | Siding Spring                      | R. H. McNaught                     |
| 20495 Rimavská Sobota | 1999 PW4     | 15 tháng 8 năm 1999  | Ondřejov                           | P. Pravec, P. Kušnirák             |
| 20496 Jeník           | 1999 QA2     | 22 tháng 8 năm 1999  | Ondřejov                           | L. Šarounová                       |
| 20497 Mařenka         | 1999 RS      | 4 tháng 9 năm 1999   | Ondřejov                           | L. Šarounová                       |
| 20498 -               | 1999 RT1     | 5 tháng 9 năm 1999   | Đài thiên văn Zvjezdarnica Višnjan | K. Korlević                        |
| 20499 -               | 1999 RZ2     | 6 tháng 9 năm 1999   | Višnjan Observatory                | K. Korlević                        |
| 20500 -               | 1999 RP3     | 4 tháng 9 năm 1999   | Catalina                           | CSS                                |